# Кочевань
Кочевань — хутор в Белокалитвинском районе Ростовской области.
Входит в состав Литвиновского сельского поселения.

## География
На хуторе имеется одна улица — Мира.

## Население
| 1989 | 2002 | 2010 |
| ---- | ---- | ---- |
| 228  | ↘225 | ↘181 |